# Yrkesmässig trafik
Yrkesmässig trafik, oftast yrkestrafik, avser den del av näringslivet som är transporter på väg. Yrkestrafiken består oftast av åkerier som bedriver gods-, buss- eller taxiverksamheter men kan även avse trafik som bedrivs i egen regi av den offentliga sektorn till exempel kommuner eller regioner.
För att utföra yrkesmässig trafik måste man ha tillstånd för detta, så kallat yrkestrafiktillstånd. Transportstyrelsen är tillsynsmyndighet för yrkestrafiken och ansvarar därmed för tillstånden. För att bli yrkesförare måste man ha taxiförarlegitimation om ska köra taxibil eller yrkesförarkompetens om man ska köra lastbil eller buss.